# لیتل سیووکس (آیووا)
لیتل سیووکس (به انگلیسی: Little Sioux) شهری در ایالت آیووا کشور ایالات متحده آمریکا است که جمعیت آن در سرشماری سال ۲۰۱۰ میلادی، ۱۷۰ نفر بوده‌است.